# Quzhou
Quzhou léase en chino: Chi-Zhóu, lit. 'Qu2zhou1' (en chino simplificado, 衢州; pinyin, Qúzhōu) es una ciudad-prefectura de la provincia de Zhejiang en la República Popular China. Limita al norte con el Huangshan, al sur con la provincia de Fujian, al oeste con Shangrao y al este con Jinhua.

## Administración
La ciudad prefectura de Quzhou se divide en 6 localidades que se administran en; 2 distritos urbanos, 1 ciudad suburbana y 3 condados.
- Distrito Kecheng (柯城区) - Sede de gob.
- Distrito Qujiang (衢江区)
- Ciudad Jiangshan (江山市)
- Condado Changshan  (常山县)
- Condado Kaihua  (开化县)
- Condado Longyou (龙游县)

## Clima
Quzhóu tiene un clima templado. Sus inviernos y los veranos son relativamente largos. La región goza de una gran cantidad de lluvias durante todo el año, pero sobre todo entre marzo y junio. En casi todos los años puede llover 1.843 mm. Las temperaturas medias varían desde 16C hasta 17C. La temperaturas promedio es de 5C , mientras que en julio son de 27C a 29C La mayor parte del año. A veces los tifones golpean desde el Océano Pacífico.
| Parámetros climáticos promedio de Quzhou (1971—2000)             | Parámetros climáticos promedio de Quzhou (1971—2000) | Parámetros climáticos promedio de Quzhou (1971—2000) | Parámetros climáticos promedio de Quzhou (1971—2000) | Parámetros climáticos promedio de Quzhou (1971—2000) | Parámetros climáticos promedio de Quzhou (1971—2000) | Parámetros climáticos promedio de Quzhou (1971—2000) | Parámetros climáticos promedio de Quzhou (1971—2000) | Parámetros climáticos promedio de Quzhou (1971—2000) | Parámetros climáticos promedio de Quzhou (1971—2000) | Parámetros climáticos promedio de Quzhou (1971—2000) | Parámetros climáticos promedio de Quzhou (1971—2000) | Parámetros climáticos promedio de Quzhou (1971—2000) | Parámetros climáticos promedio de Quzhou (1971—2000) |
| Mes                                                              | Ene.                                                 | Feb.                                                 | Mar.                                                 | Abr.                                                 | May.                                                 | Jun.                                                 | Jul.                                                 | Ago.                                                 | Sep.                                                 | Oct.                                                 | Nov.                                                 | Dic.                                                 | Anual                                                |
| ---------------------------------------------------------------- | ---------------------------------------------------- | ---------------------------------------------------- | ---------------------------------------------------- | ---------------------------------------------------- | ---------------------------------------------------- | ---------------------------------------------------- | ---------------------------------------------------- | ---------------------------------------------------- | ---------------------------------------------------- | ---------------------------------------------------- | ---------------------------------------------------- | ---------------------------------------------------- | ---------------------------------------------------- |
| Temp. máx. media (°C)                                            | 9.4                                                  | 11.0                                                 | 15.0                                                 | 21.6                                                 | 26.4                                                 | 29.2                                                 | 33.5                                                 | 33.1                                                 | 28.5                                                 | 23.7                                                 | 18.0                                                 | 12.5                                                 | 21.8                                                 |
| Temp. mín. media (°C)                                            | 2.4                                                  | 3.9                                                  | 7.6                                                  | 13.3                                                 | 18.1                                                 | 21.8                                                 | 24.9                                                 | 24.7                                                 | 20.7                                                 | 15.2                                                 | 9.3                                                  | 3.7                                                  | 13.8                                                 |
| Precipitación total (mm)                                         | 79.8                                                 | 111.5                                                | 202.7                                                | 214.8                                                | 235.2                                                | 316.3                                                | 153.1                                                | 101.6                                                | 99.9                                                 | 76.9                                                 | 62.0                                                 | 51.2                                                 | 1705.0                                               |
| Días de precipitaciones (≥ 0.1 mm)                               | 13.7                                                 | 14.5                                                 | 19.0                                                 | 18.1                                                 | 16.8                                                 | 16.8                                                 | 11.7                                                 | 12.1                                                 | 10.3                                                 | 9.7                                                  | 8.2                                                  | 8.6                                                  | 159.5                                                |
| Horas de sol                                                     | 101.3                                                | 90.2                                                 | 92.8                                                 | 118.0                                                | 145.5                                                | 150.2                                                | 237.9                                                | 239.6                                                | 181.5                                                | 166.1                                                | 145.1                                                | 141.6                                                | 1809.8                                               |
| Humedad relativa (%)                                             | 80                                                   | 80                                                   | 82                                                   | 80                                                   | 79                                                   | 82                                                   | 77                                                   | 76                                                   | 79                                                   | 78                                                   | 77                                                   | 76                                                   | 78.8                                                 |
| Fuente: China Meteorological Administration 7 de octubre de 2010 |                                                      |                                                      |                                                      |                                                      |                                                      |                                                      |                                                      |                                                      |                                                      |                                                      |                                                      |                                                      |                                                      |